# Ice de l'Indiana
L'Ice de l'Indiana était une franchise amatrice de hockey sur glace situé à Indianapolis dans l'État de l'Indiana aux États-Unis. Elle était dans la division est de USHL.

## Historique
L'équipe a été créé en 2004.

## Entraîneur
- Red Gendron (2004-2005)
- Dean Grillo (2005-2006)
- Jack Bowkus (2006-2007)
- Scott McConnell (2007)
- Charlie Skjodt (2007-2008)
- Jeff Blashill (2008-2010)
- Charlie Skjodt (2010-2011)
- Kyle Wallack (2011-2012)
- Charlie Skjodt (2012)
- Jeff Brown (2012-2014)